# Der Sohn von Rambow
Der Sohn von Rambow (Originaltitel: Son of Rambow) ist ein britischer Spielfilm aus dem Jahr 2007.

## Handlung
Der elfjährige Will wächst 1982 in England in der streng religiösen Gemeinschaft der Raven-Brüder auf. Als er in der Schule das Klassenzimmer verlassen muss, da der Lehrer einen Film zeigt, macht er Bekanntschaft mit dem Rabauken Lee; dieser zeigt ihm eines Tages eine Schwarzkopie des Films Rambo, woraufhin Will, dem Filme und Musik bisher nahezu vorenthalten blieben, Gefallen am Filmemachen findet. Die beiden beginnen, einen Film zu drehen, in dem Will den Sohn der Filmfigur Rambo spielt. Während der Produktion freunden sie sich an, es entstehen allerdings auch Konflikte, insbesondere, als eine Gruppe von Schülern um den exaltierten französischen Austauschstudenten Didier mitwirken will. Lee, der am liebsten weiterhin nur mit Will arbeiten würde, wird von der gesamten Gruppe nach einem Streit davongejagt. Trotzdem rettet er Will, der sich ebenfalls gegen ihn gestellt hatte, nach einem Unfall das Leben, verletzt sich dabei allerdings selbst und muss ins Krankenhaus. Als Will ihn dort besucht, will er von diesem nichts wissen und zeigt sich durch den Verrat verletzt.
Will schneidet mit der Hilfe von Lees älterem Bruder, der dessen einzige Bezugsperson ist, sich allerdings kaum um ihn gekümmert hat, den Film fertig. Durch das Hinzufügen einiger Szenen und das Einsprechen einer neuen Tonspur entsteht ein Werk, das sich entschuldigend und freundschaftlich an Lee wendet und das dieser nach seiner Entlassung aus dem Krankenhaus als Vorfilm in einem vollbesetzten Kinosaal zu sehen bekommt.

## Kritiken
„Bill Milner als scheuer Hänfling Will und Will Poulter als aufmüpfiger Draufgänger Lee sind ein wahrer Glücksfall für den Film: Die beiden Darsteller-Debütanten erweisen sich als erfrischende Naturtalente – man schließt sie sofort ins Herz, und sie tragen die Geschichte mühelos allein. […] Eine hinreißende, herzerfrischende Hommage an die 80er Jahre – einfach unwiderstehlich!“

„Ein Film voller überbordender Ideen, der die kindliche Einbildungskraft ebenso feiert wie die Fantasiemaschine Kino. Liebevoll und detailgenau inszeniert und ausgestattet, bietet er vergnügliche, hintersinnig-respektlose (Familien-)Unterhaltung.“